# Myasishchev M-55 (aereo passeggeri)
Il nome Myasishchev M-55 si riferisce al progetto di un aereo da trasporto supersonico portato avanti da Vladimir Michajlovič Mjasiščev. L'ufficio tecnico Myasishchev iniziò a lavorare a questo aereo a partire dal 1959, ma non si arrivò mai alla costruzione di un prototipo.

## Storia

### Sviluppo
L'ufficio tecnico Myasishchev iniziò a lavorare sull'M-55 a partire dalla fine del 1959. Inizialmente, la linea del velivolo era ampiamente ripresa da quella del Myasishchev M-50, ma successivamente furono considerate delle configurazioni alternative. In particolare, già nel 1960, si decise di adottare le soluzioni tecniche che erano state sviluppate per il bombardiere strategico Myasishchev M-56, che erano piuttosto avanzate.
In pratica, questo aereo può essere considerato uno sviluppo del precedente progetto, risalente al 1958, relativo all'M-53, il cui sviluppo era stato cancellato proprio nel 1959.
Complessivamente, vennero considerate tre opzioni, nessuna delle quali fu poi realizzata. L'intero programma venne probabilmente cancellato nel 1960, in seguito alla chiusura dell'OKB Myasishchev.

## Descrizione tecnica
Le tre opzioni considerate differivano tra loro per molti fattori, quali numero di passeggeri trasportati, numero di motori e soluzioni aerodinamiche.
- M-55A: aereo passeggeri da 40 posti, spinto da due motori[1].
- M-55B: aereo passeggeri da 85 posti, con quattro motori[1].
- M-55V: aereo passeggeri con un numero massimo di passeggeri trasportabile compreso tra 100 e 120. Questo era un velivolo ad ala alta, a delta, con alette canard poste accanto alla cabina di pilotaggio. Avrebbe dovuto essere spinto da sei turbogetti VK-15M da 14.000 kgf l'uno, sistemati in due blocchi sotto le ali ed accanto alla fusoliera. Questi motori avrebbero dovuto essere in grado di spingerlo alla velocità massima di 2.650 km/h. L'autonomia era variabile a seconda delle condizioni: in dettaglio, poteva andare dai 3.500-4.000 km (con numero di passeggeri massimo e mantenendo una riserva di carburante sufficiente per altri 1.000 km) ai 6.000-6.500 km (con 50 passeggeri e mantenendo a bordo il 5% del carburante). La quota operativa era nell'ordine dei 22.000 metri. Secondo le stime dei tecnici, per il decollo sarebbe stata necessaria una pista di 2.800-3.500 metri, mentre per l'atterraggio ne sarebbero bastati 1.500-1.700[1].